# Pedro Armentía López
Pedro Armentía López (24 de abril de 1985) es un político mexicano, miembro del partido Movimiento Ciudadano. Ha sido secretario de Desarrollo Social y Humano y de Gobierno de Campeche y diputado federal de 2021 a 2024.

## Biografía
Es licenciado en Economía y Negocios Internacionales por la Universidad Anáhuac Mayab y maestro en Finanzas y Dirección por la Universidad Francisco de Vitoria en España. 
Entre 2006 y 2013 ocupó cargos en diversas empresas: de 2006 a 2007 fue subgerente de operaciones y finanzas en Exportadora la Primavera, S.A. de C.V., en 2008 gerente de operaciones internacionales y ventas en Pipa Casa Blanca, Operadora Turística y de Bienes Raíces, de 2008 a 2009 fue gerente de distribución en CDC Holding, de 2009 a 2010 fue gerente de distribución en CDC Holding, de 2010 a 2011 fue Account Manager y de 2011 a 2013 fue Distribuidor Sales Manager.
En 2015 ingresó al sector público siendo nombrado delegado de la Comisión Nacional para el Desarrollo de los Pueblos Indígenas en el estado de Campeche y el 1 de noviembre de 2017 pasa con el mismo cargo a la delegación de la Secretaría de Agricultura, Ganadería, Desarrollo Rural, Pesca y Alimentación. El 6 de octubre de 2018 el gobernador de Campeche Alejandro Moreno Cárdenas lo nombra secretario de Desarrollo Social y Humano de su gobierno y permanece en él hasta el 13 de junio de 2019 en que Moreno deja la gubernatura de Campeche para ser presidente nacional del PRI. Su sucesor, Carlos Miguel Aysa González lo nombra entonces secretario general de Gobierno en su gabinete a partir el 18 de junio.
Renuncia a la secretaría general de Gobierno el 3 de marzo de 2021 para ser coordinador de la campaña de Christian Castro Bello a la gubernatura en las elecciones de dicho año. Ese año resultó elegido diputado federal por representación proporcional a la LXV Legislatura de 2021 a 2024. En la legislatura fue secretario de las comisiones de Energía; y, de Pesca; así como integrante de la comisión de Presupuesto y Cuenta Pública. El 30 de agosto de 2023 anunció su renuncia a la militancia en el PRI y su incorporación al grupo parlamentario de Movimiento Ciudadano.